# ستسونی
ستسونی (به لاتین: Cecuni) یک منطقهٔ مسکونی در مونته‌نگرو است که در شهرداری آندریژویکا واقع شده‌است. ستسونی ۵۵ نفر جمعیت دارد.